# Julie Umerle
Julie Umerle (Connecticut, ...) è una pittrice britannica.

## Biografia
Nacque nel Connecticut da padre statunitense e madre inglese. Si trasferì a Londra ad appena 5 anni.
Studiò letteratura francese presso l'Università del Sussex prima di ottenere una laurea in Arte con lode all'Università di Falmouth. Ha completato la sua formazione artistica a New York, dove si è laureata alla Parsons School of Design con un Master of Fine Arts nel 1998. Dopo la laurea ha vissuto e lavorato tra Londra e New York per altri cinque anni prima di tornare nel Regno Unito nel 2003, dove vive tuttora.

## Opere

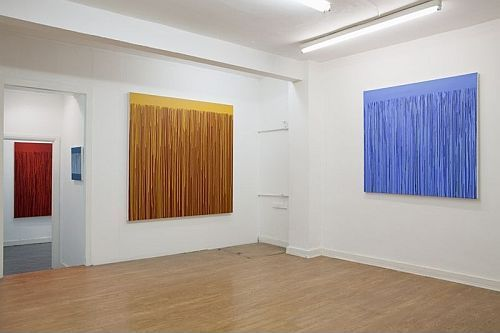
Julie Umerle. Cosmos or Chaos. studio1.1. 2010

I suoi dipinti riguardano la materialità della pittura. Sono dipinti che esistono nel punto di incontro tra decisione e caso. I suoi dipinti rendono lo spettatore consapevole del percorso del pennello, della pressione della mano dell'artista e del modo in cui un marchio può differire in varie circostanze. Il suo lavoro stabilisce casualmente le condizioni e risponde alla fisicità della pittura.
L'artista e storico dell'arte britannico Simon Morley ha detto del suo lavoro:
"I suoi dipinti evocano una sensazione di sospensione, come se ciò che vediamo è un momento detenuta o sospeso all'interno di un processo in corso. Questo senso di semplicità è ottenuta attraverso un enorme processo di condensazione, che comporta un livello di chiarezza e di unità che rimane presente nel suo lavoro".
Umerle ha esposto a livello nazionale e internazionale. A Londra, lei è stata inclusa in mostre presso la Royal Academy of Arts e il Barbican Arts Centre. Nel 2016, Umerle ha esposto una mostra personale di dipinti, 'Rewind', a Art Bermondsey Project Space, Londra, con l'appoggio del Arts Council England  e nel 2010, lei ha esposto una mostra personale di dipinti, 'Cosmos e Chaos', a studio1.1, Londra, con l'appoggio del Arts Council England.

## Premi
Umerle ha ricevuto diversi premi, fra cui un premio del London Arts Board (1996), una sovvenzione di sostegno per l'Adolph and Esther Gottlieb Foundation (2001) e per l'Arts Council England (2005/2007/2008/2015/2021).

## Pubblicazioni
- Art, Life and Everything: A memoir, 2019, ISBN 978-1-5272-4216-6